# Kevin Benavides
Kevin Benavides   (Salta, 9 de gener de 1989) és un pilot de motociclisme argentí especialista en raids que va guanyar el Ral·li Dakar en la categoria de motos en dues ocasions (2021 i 2023. La seva victòria del 2021 va ser la primera d'un pilot sud-americà a la prova. El seu germà, Luciano Benavides, és també pilot de raids.

## Carrera esportiva
Benavides va començar a destacar com a pilot de l'equip Monster Energy Honda Racing, amb el qual va guanyar el seu primer Dakar el gener del 2021. A l'abril d'aquell any mateix va entrar a l'equip Red Bull KTM Factory Racing per a competir al Campionat del Món de Ral·lis Cross-Country i al Ral·li Dakar amb una KTM 450 Rally. El 2023 va guanyar el seu segon Dakar amb només 43 segons d'avantatge sobre el segon classificat, Toby Price, al qual va prendre el lideratge de la prova a la darrera etapa especial.

## Resultats al Ral·li Dakar
A 16 de gener de 2023
| Edició | Moto                | Posició         | Etapes          |
| ------ | ------------------- | --------------- | --------------- |
| 2016   | Honda CRF 450 Rally | 4t              | 1               |
| 2017   | No hi participà     | No hi participà | No hi participà |
| 2018   | Honda CRF 450 Rally | 2n              | 1               |
| 2019   | Honda CRF 450 Rally | 5è              | 0               |
| 2020   | Honda CRF 450 Rally | 19è             | 1               |
| 2021   | Honda CRF 450 Rally | 1r              | 2               |
| 2022   | KTM 450 Rally       | 100è            | 1               |
| 2023   | KTM 450 Rally       | 1r              | 2               |